# (495603) 2015 AM281
2015 أي أم 281 (ويعرف أيضًا باسم (495603) 2015 أي أم 281 وفق تسمية الكوكب الصغير) (بالإنجليزية: 2015 AM281)‏ هو كويكب ضمن حزام الكويكبات؛ وترتيبه 495603 من حيث الاكتشاف.
اكتُشف هذا الجُرم الفلكي بواسطة مقراب بان ستارز في 2015.

## وصلات خارجية
- (495603) 2015 AM281 في قاعدة بيانات مختبر الدفع النفاث لأجرام النظام الشمسي الصغيرة

- الاكتشاف · مخطط المدار ·  العناصر المدارية · المعلمات المادية

- (495603) 2015 AM281 على موقع ويكي سكاي: DSS2, SDSS, GALEX, IRAS, Hydrogen α, X-Ray, Astrophoto, Sky Map, Articles and images